# Ivan Petrovich Belkin
Ivan Petrovich Belkin (tiếng Nga: Иван Петрович Белкин) là một nhân vật hư cấu trong các tác phẩm của Aleksandr S.Pushkin.

## Thân thế
Theo mô tả của Pushkin, thì đó là một nhà quý tộc không mấy tiếng tăm ở nông thôn. Suốt từ thời trai trẻ đến những năm cuối đời, con người giàu có này giết thời gian rảnh bằng cách ghi lại những sự việc từng được biết đến trong đời. Ông ta mất vào năm 1828, nhân vật này xuất hiện trong tác phẩm Tập truyện của ông Ivan Petrovich Belkin quá cố và Biên niên sử làng Gorukhino.